# Philippe Mangou
Philippe Mangou (Abidjan, 26 januari 1952) is sinds 1 oktober 1978 bij het Ivoriaanse leger en is thans generaal. Hij is er de huidige legerleider, ook wel stafchef genoemd.